# Lerato Chabangu
Lerato Chabangu (Tembisa, 15 de agosto de 1985) é um futebolista profissional sul-africano que atua como atacante.

## Carreira
Lerato Chabangu representou o elenco da Seleção Sul-Africana de Futebol no Campeonato Africano das Nações de 2013.